# Isnos
Isnos – miasto w Kolumbii, w departamencie Huila.